# Dejan Georgievski
Dejan Georgievski (em macedônio/macedónio:  Дејан Георгиевски; Skopje, 8 de maio de 1999) é um taekwondista macedônio, medalhista olímpico.

## Carreira
Georgievski conquistou a medalha de prata nos Jogos Olímpicos de Verão de 2020 em Tóquio, após confronto na final contra o russo Vladislav Larin na categoria acima de 80 kg. Em 2018, ganhou a medalha de prata na competição masculina nos Jogos do Mediterrâneo. Além destas, conseguiu várias medalhas em competições internacionais, incluindo o Torneio de Qualificação Olímpica da Europa, a Copa do Presidente, o Aberto de Sofia, o Aberto da Turquia, o Aberto da Grécia, o Troféu Galeb de Belgrado (Aberto da Sérvia), o Aberto da Eslovênia, dentre outros.